# Desmopterella keyensis
Desmopterella keyensis is een rechtvleugelig insect uit de familie Pyrgomorphidae. De wetenschappelijke naam van deze soort is voor het eerst geldig gepubliceerd in 1970 door Kevan.